# La campanella (Liszt)
La campanella è il nome dato comunemente all'Étude S. 140 No. 3 in Sol diesis minore di Franz Liszt che fa parte dei Grandes études de Paganini. È costruito sulla melodia del movimento finale, Rondò, del Concerto per violino e orchestra n. 2 in Si minore di Paganini, di cui rielabora il motivo scrivendolo per il pianoforte.

## Storia
Il 9 marzo 1832 Liszt ascoltò suonare Niccolò Paganini, nella grande sala dell'Opéra, durante il primo concerto che il violinista diede a Parigi; la straordinaria tecnica del musicista genovese fece su di lui un'impressione profonda. Volendo in seguito emulare la tecnica del violinista, Liszt revisionò completamente la propria, riversando sul pianoforte quanto aveva ascoltato da Paganini. Basandosi su alcune delle composizioni per violino, Liszt, tramite trascrizioni, realizzò Sei studi di bravura, prendendo come base cinque capricci e il Rondò del Concerto in Si minore per violino e orchestra. La campanella divenne il terzo degli Études d'exécution transcendante d'après Paganini del 1838 che Liszt ripubblicò nel 1851 in una seconda versione intitolandoli Grandes Etudes de Paganini. Il Rondò del concerto in Si minore aveva già la denominazione La campanella poiché nell'organico orchestrale era previsto proprio questo strumento che garaggiava con il solista come in una domanda-risposta, alternando i tintinnii agli armonici del violino.

## Esecuzione
Il brano porta l'indicazione agogica di Allegro moderato; la melodia principale è da suonarsi prevalentemente con la mano destra, alternata a tratti dalla sinistra che ne prende la voce. A parte alcuni aspetti pratici, non presenta enormi difficoltà tecniche, premesso però che il pianista abbia grandi mani o buona agilità negli intervalli molto alti, particolarità di questo brano (vedi esempio di intervalli nell'immagine a destra).
Un'ulteriore difficoltà consiste nell'esecuzione leggera e piano per tutta la prima metà parte del pezzo, poi più mosso e forte nella seconda; alcuni pianisti, però, la eseguono tutta forte e presto nel finale (esecuzione che perde di espressione, ma guadagna in semplicità). Contrariamente a quanto possa sembrare, l'esecuzione di intervalli molto elevati eseguiti piano o pianissimo è più ardua di un fortissimo, a causa della grande capacità di controllo necessaria a bilanciare la caduta della mano senza '"precipitare" sulla tastiera.
Il pezzo ha contribuito alla fama di virtuosi come Ferruccio Busoni (che creò anche una sua versione pianistica de La campanella), Ėmil' Grigor'evič Gilel's e Marc-André Hamelin.

## Ascolto
Ascolto: La campanella di Liszt suonata da Romuald Greiss su piano Budynowicz del 1850 